# Harry Potter Sammelkartenspiel
Das Harry Potter Sammelkartenspiel (Originaltitel: Harry Potter Trading Card Game) ist ein auf den Harry-Potter-Romanen von J. K. Rowling basierendes sammelbares Kartenspiel, welches nicht mehr hergestellt wird. Es wurde von Wizards of the Coast im August 2001 veröffentlicht und in Deutschland von AMIGO vertrieben. Ende 2001 war es das am zweithäufigsten verkaufte Spielzeug in den USA.

## Spielprinzip

### Aufbau
Das Prinzip des Spiels ist ähnlich wie bei anderen Sammelkartenspielen (wie beispielsweise Magic: the Gathering). Dabei werden einzelne Packungen mit zufälligen Karten verkauft, welche es zu sammeln gilt. Aus diesen Karten können dann die tatsächlichen spielbaren Decks zusammen gebaut werden.

### Spielablauf
Jeder Spieler stellt sich vor Spielbeginn sein eigenes 61 Karten umfassendes Deck zusammen, wobei eine Zauberer- bzw. Hexenkarte davon den Charakter des Spielers symbolisiert und eine bestimmte Spezialfähigkeit ermöglicht.
Nachdem jeder Spieler sieben Karten gezogen hat, spielen beide Spieler abwechselnd ihre Runden. Zu Beginn jeder Runde zieht der aktuelle Spieler eine neue Karte von seinem Deck. Anschließend hat er zwei Aktionen frei, um entweder eine Karte auszuspielen oder weitere Karten zu ziehen. Hat der Spieler vor seinem Zug Kreaturenkarten im Spiel, fügen diese dem Gegner Schaden in Höhe ihrer Stärke zu, was bedeutet, dass dieser Spieler entsprechend viele Karten von seinem Deck auf den Ablagestapel legen muss. Sobald ein Spieler keine Karten mehr in seinem Deck hat, verliert dieser das Spiel.

## Geschichte
Das erste Set von Karten wurde im August 2001 eingeführt. Es folgten die Sets Quidditch Pokal (November 2001), Winkelgasse (April 2002), Abenteuer in Hogwarts (Juli 2002) und Chamber of Secrets (Oktober 2002, nicht in deutscher Sprache). Die ersten vier Sets behandeln thematisch den ersten Harry Potter Band Harry Potter und der Stein der Weisen, wobei das letzte Set, wie dessen Name schon vermuten lässt, den zweiten Band Harry Potter und die Kammer des Schreckens zum Thema hat. Die einzelnen Erweiterungen werden durch ein zusätzliches Erweiterungssymbol, welches in der Ecke einer Karte platziert ist, hervorgehoben.

### Grundset
Das Spiel wurde im August 2001 mit den Karten des Grundsets eingeführt. Es umfasst insgesamt 116 verschiedene Karten, wovon 38 seltene Karten, 34 nicht so häufige Karten, 40 häufige und 4 Lektionskarten sind. Die ersten 20 seltenen Karten sind sogenannte "Premiumkarten", welche sich durch einen speziellen Folienüberzug, welcher die Karten glänzen lässt, oder durch ein "Hologramm-Porträt" auszeichnen. Die Karten wurden dabei in Form von Boosterpackungen veröffentlicht, wobei die Wahrscheinlichkeit eine Premiumkarte zu erhalten bei ungefähr 1:3 liegt. Auch wurde ein Starterset (in zwei Versionen mit unterschiedlichen Verpackungsillustrationen) für zwei Spieler auf den Markt gebracht, welches zwei 41-Karten-Decks, eine Spielunterlage mit aufgedruckten Regeln, ein Regelbuch mit fortgeschrittenen Regeln sowie 12 Schadensmarken enthält.

### Quidditch Pokal

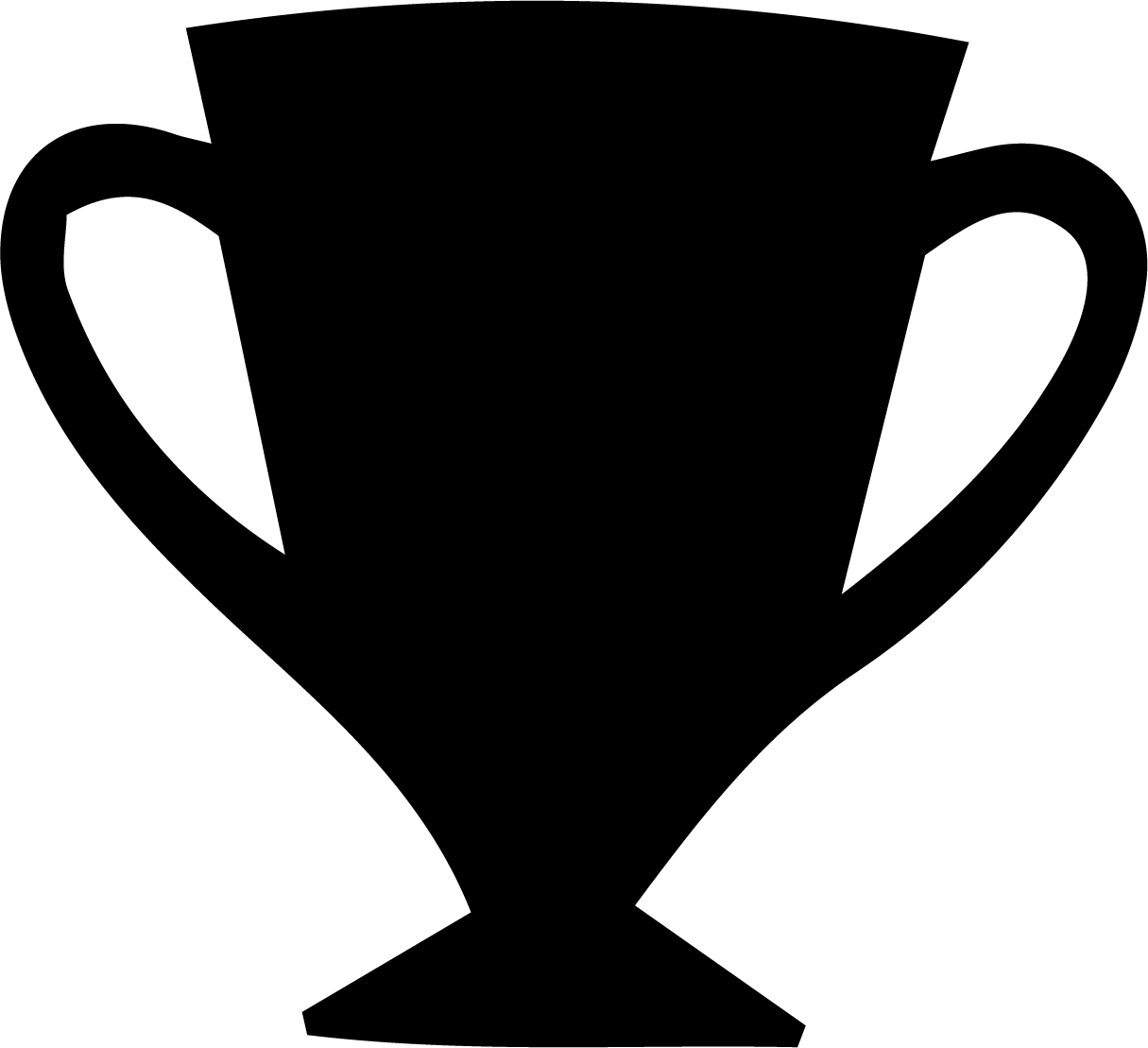
Symbol der Erweiterung "Quidditch Pokal"

Die erste Erweiterung Quidditch Pokal erschien am 14. November 2001, welche in Form von Boosterpackungen veröffentlicht wurde. Diese enthält insgesamt 80 Karten, wovon 76 neue Karten darstellen (abzüglich der 4 Lektionskarten des Grundsets). Darunter sind 30 seltene Karten, 20 nicht so häufige Karten und 25 häufige Karten. Von jeder seltenen Karte gibt es auch eine Ausführung als Premiumkarte (mit Folienüberzug bzw. mit "Hologramm"-Porträt), welche durchschnittlich in jeder dritten Boosterpackung enthalten sind. Somit gibt es also insgesamt 110 sammelbare Karten. Eine Boosterpackung enthält dabei 1 seltene Karte, 2 nicht so häufige Karten, 6 häufige Karten und 2 Lektionskarten (eine davon ist stets vom Typ "Quidditch"). In diesem Set wurde der neue Lektionstyp "Quidditch" sowie der neue Kartentyp "Match" eingeführt. Dazu ist in etwa jeder sechsten Boosterpackung zusätzlich noch eine Regelkarte beigefügt, welche die neuen Regeln zu den neuen "Matchkarten" erläutern.

### Winkelgasse

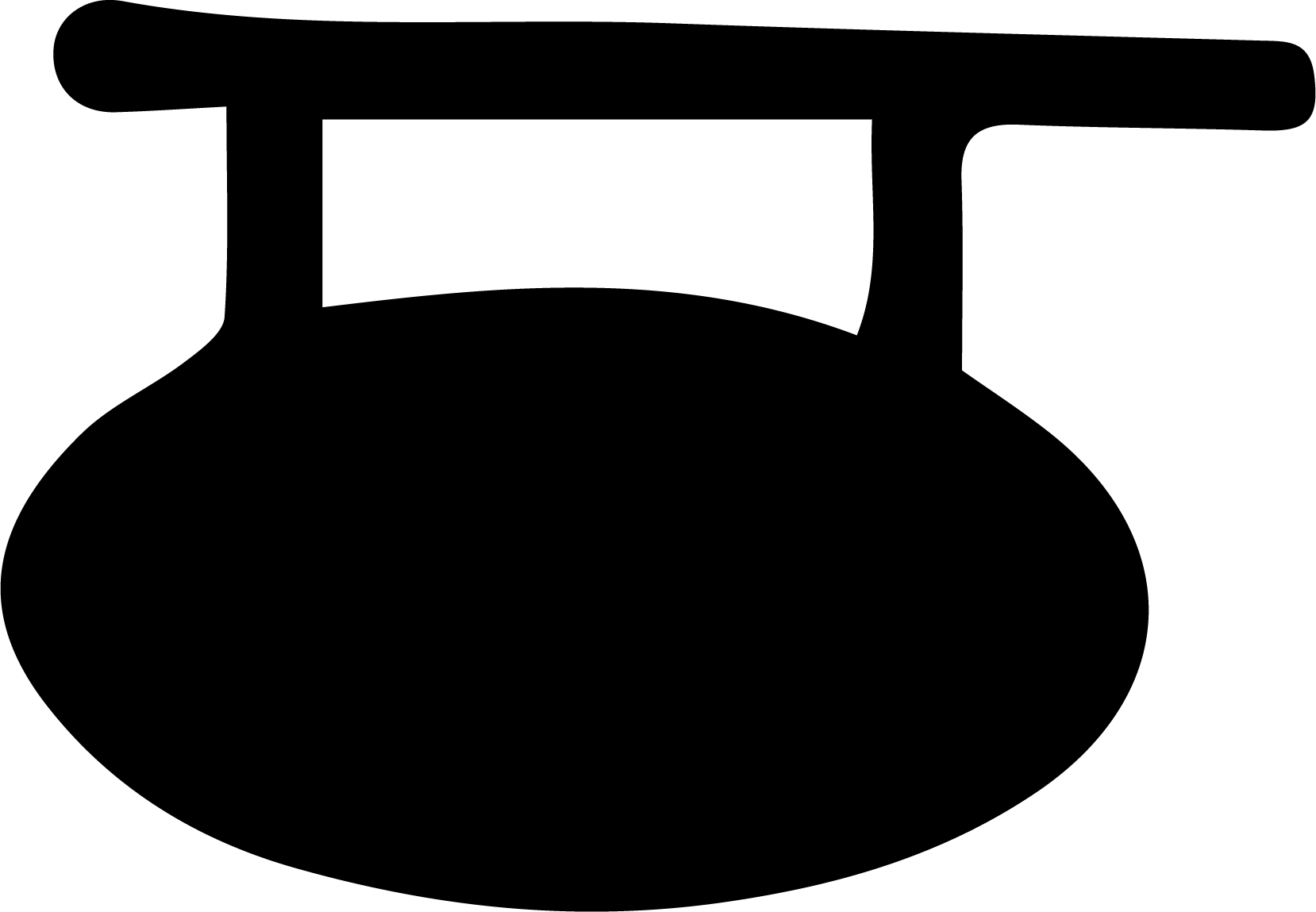
Symbol der Erweiterung "Winkelgasse"

Die Erweiterung Winkelgasse wurde am 9. April 2002 in Deutschland veröffentlicht und umfasst insgesamt 80 (75 neue) Karten. Dabei wurde der neue Kartentyp "Ort" eingeführt. Die Verteilung der Karten auf die unterschiedlichen Seltenheiten ist identisch zu der Erweiterung Quidditch Pokal. Zusätzlich zu den neuen Boosterpackungen wurde auch ein neues Startset für zwei Spieler veröffentlicht, welches neue 41-Karten-Decks mit zwei nur hier veröffentlichten Premiumkarten und Kartenlisten der bis dahin veröffentlichten Karten beinhaltet.

### Abenteuer in Hogwarts

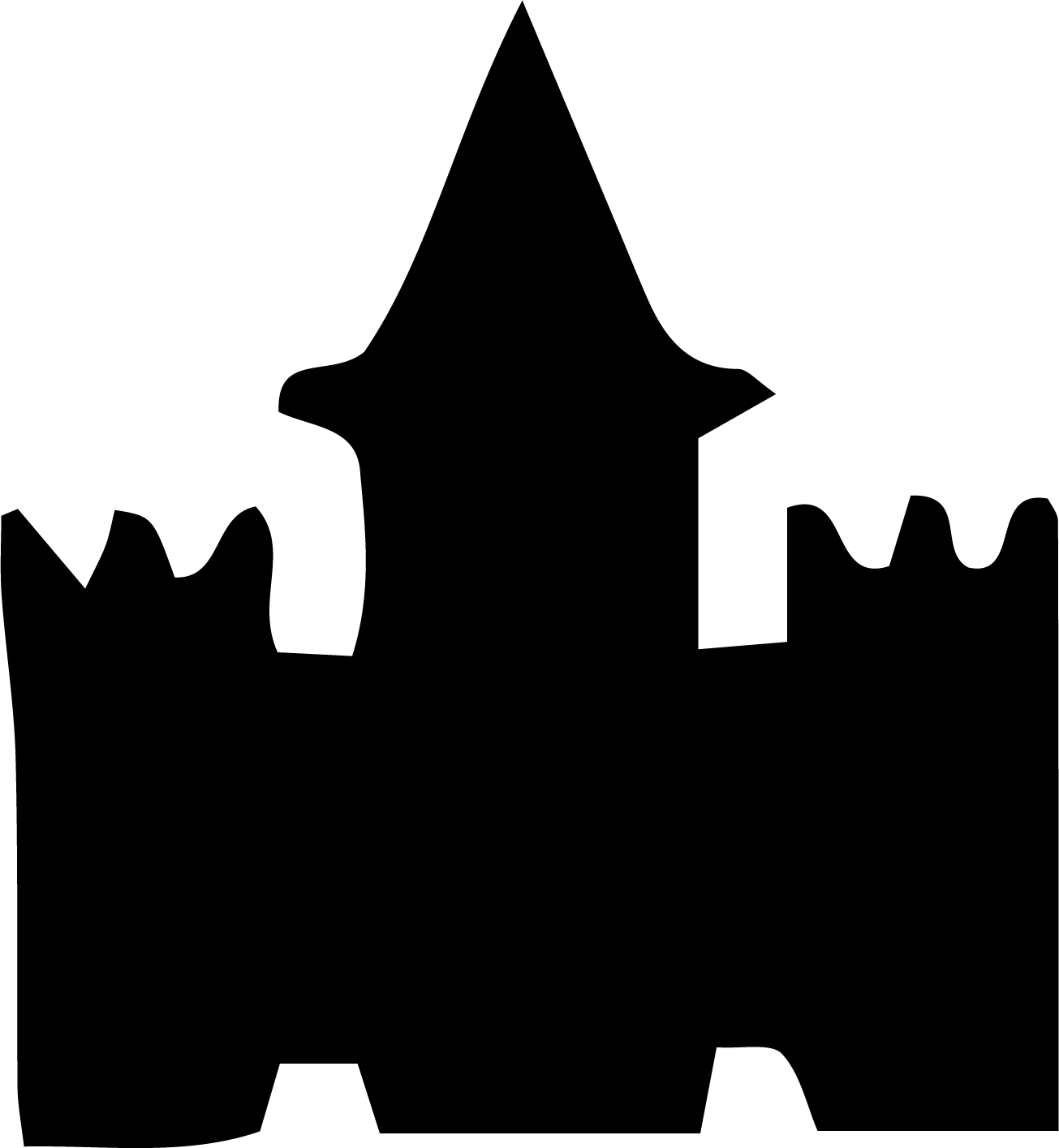
Symbol der Erweiterung "Abenteuer in Hogwarts"

Die dritte Erweiterung Abenteuer in Hogwarts erschien im Juli 2002 in Deutschland und war die letzte deutschsprachige Erweiterung. Sie umfasst wie die Erweiterungen davor 80 bzw. 75 neue Karten. Die Zusammensetzung der einzelnen Seltenheitsgraden ist analog zu den vorherigen Erweiterungen.

### Chamber of Secrets

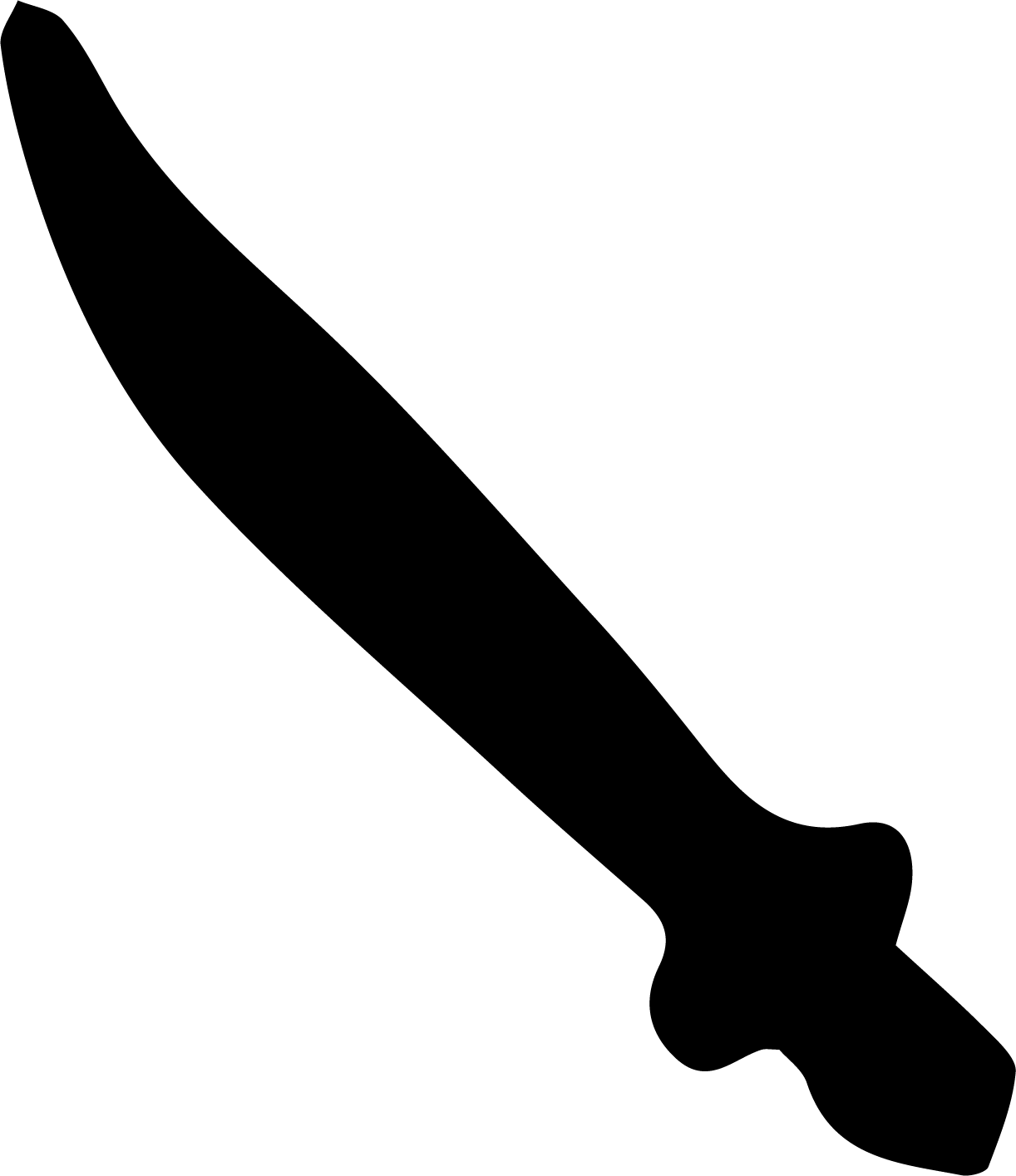
Symbol der Erweiterung "Chamber of Secrets"

Das Erweiterungsset "Chamber of Secrets" wurde nicht mehr in deutscher Sprache veröffentlicht. Anders als die bisherigen Erweiterungen enthält es 140 neue Karten. Insgesamt sind in diesem Set 55 seltene Karten enthalten, von welchen jeweils auch eine Premiumkarte existiert. Dazu gibt es 35 nicht so häufige Karten, 50 häufige und 5 Lektionskarten. Thematisch sind die Karten im zweiten Band der Harry Potter Reihe angesiedelt. Neben den Boosterpackungen erschien auch wieder ein Starterset für zwei Spieler sowie zusätzlich die beiden 61 Karten umfassende Themendecks "Percy Weasley Potions" und "Twin Trouble" mit jeweils einer exklusiven Premiumkarte.

## Situation in Deutschland
In Deutschland war das Spiel insbesondere im Jahr 2002 populär, als deutschlandweit die Harry Potter Sammelkartenspiel Liga und Turniere angeboten wurden. Nachdem bereits die letzte Erweiterung Kammer des Schreckens schon nicht mehr in deutscher Sprache veröffentlicht worden war, stellte sich auch bald daraufhin der offizielle Spielbetrieb ein.

### Liga
Von 9. Februar 2002 bis zum 2. August 2002 lief in Deutschland die "Harry Potter Sammelkartenspiel Liga". Bei dieser erhielt jeder "Zauberschüler" zu Beginn jeder Saison ein neues Aufgabenheft oder einen Abenteuer-Brief mit den Aufgaben für die neue Saison. Dabei mussten bestimmte Herausforderungen in der richtigen Reihenfolge bestanden werden (beispielsweise Quizfragen beantworten, Karten erraten, etwas zeichnen oder auch einen kleinen Aufsatz verfassen), wofür man einen Aufkleber erhielt. Auch mussten Felder abgestempelt werden, indem man Spiele gegen andere "Mitschüler" absolviert. Nach erfolgreicher Abschlussprüfung erhielt man eine Abschlussurkunde und besondere Promokarten:
| Saison | Herausforderung              | Promokarte                |
| ------ | ---------------------------- | ------------------------- |
| 0      | Abenteuer in der Winkelgasse | Winkelgasse (Nr. 48/116)  |
| 0      | Abenteuer in der Winkelgasse | Erinnermich (Nr. 101/116) |

| Saison | Herausforderung                           | Promokarte                 |
| ------ | ----------------------------------------- | -------------------------- |
| 1      | 1. Klasse im Fach "Verwandlung"           | Diffindo (Nr. 1)           |
| 2      | Das Abenteuer "Troll im Klo"              | Waldtroll (Nr. 2)          |
| 3      | 1. Klasse im Fach "Fliegen"               | Hufflepuff-Match (Nr. 3)   |
| 4      | Das Abenteuer "Norbert, der Drache"       | Seltsame Haustiere (Nr. 4) |
| 5      | 1. Klasse im Fach "Zaubertrankunterricht" | Mondsamen-Gift (Nr. 5)     |

### Turniere

Wizards of the Coast Logo

Ursprünglich waren 8 Saisons der Liga geplant. Später wurde in Zusammenarbeit mit der Firma Wizards of the Coast entschieden, ab dem 5. August 2002 vor allem DCI-sanktionierte Turniere anzubieten, welche einen höheren Stellenwert als die Liga besitzen und einen regionalen, nationalen und internationalen Vergleich mittels jeweiliger Rangliste ermöglichen. Bei den Turnieren konnte unter anderem die Promokarte "Ollivander" gewonnen werden. Das nachweislich letzte Turnier wurde am 5. Januar 2003 in Hamburg angeboten.

## Auszeichnungen
Im Jahr 2001 erreichte das Spiel den 4. Platz des Deutschen Rollenspiel Preises in der Kategorie "Meistgespieltes TCG". 2002 wurde es für den Origins Award in der Kategorie "Bestes Sammelkartenspiel" nominiert.